# 波音旋翼機系統

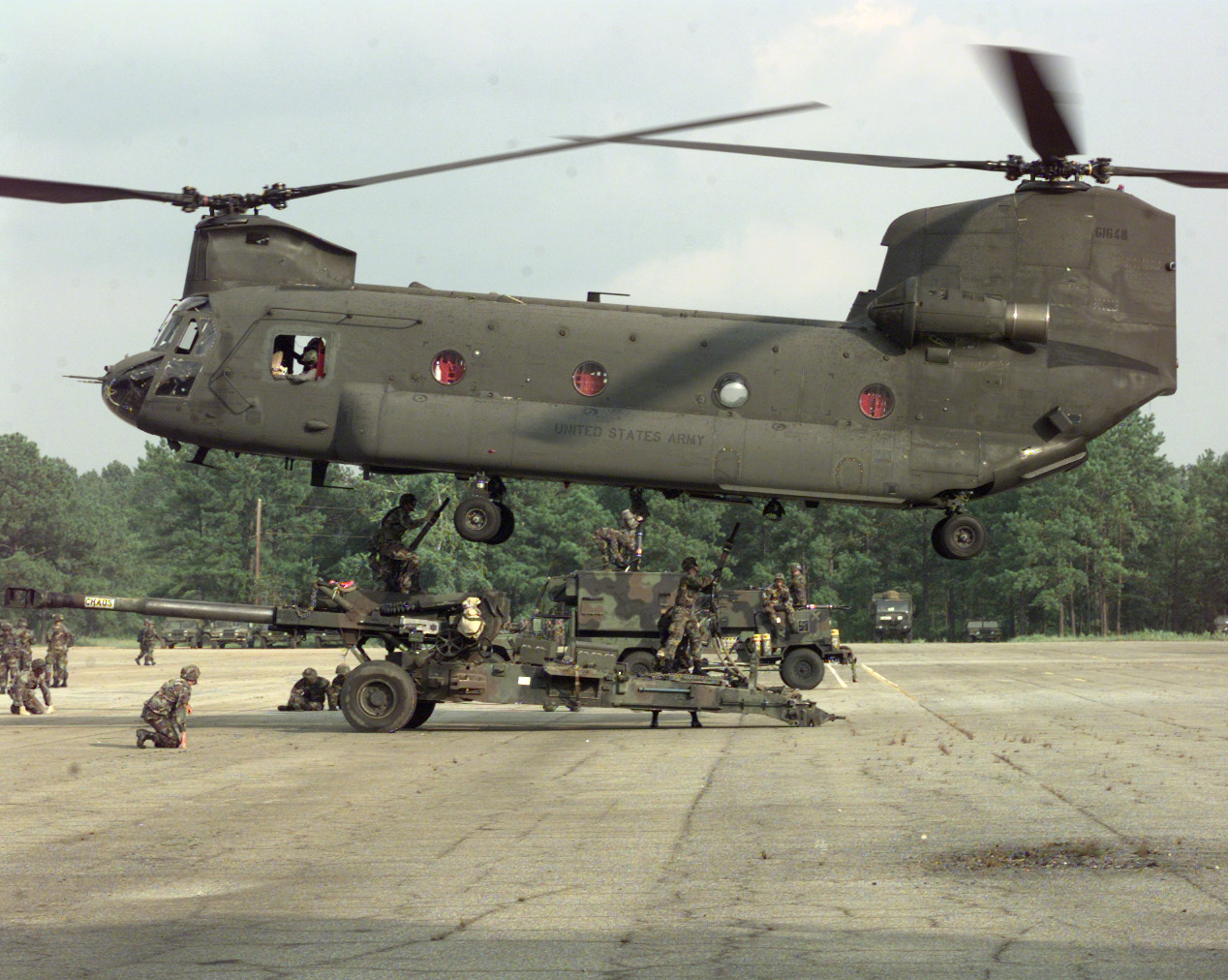
波音Vertol CH-47契努克運輸直升機

波音旋翼機系統（英語：Boeing Rotorcraft Systems），舊稱波音直升機（Boeing Helicopters），是美國飛機製造商的舊部門名稱，現為波音國防太空安全下的垂直升力部門。
其總部與主要的旋翼機工廠位於賓夕法尼亞州費城郊區的雷德利公園。波音軍事飛機全球打擊部門目前在亞利桑那州梅薩市生產阿帕契攻擊直升機。